# Lampre
Lampre est une entreprise italienne, basée en Lombardie, fondée en 1975, spécialisée dans la production d'acier. Le nom de l'entreprise est la contraction de  Lamiere prerivestite (tôle pré-revêtue), produit phare de la marque.
Elle fut de 1991 à août 2016 le principal sponsor d'une équipe cycliste professionnelle.